# 科氏刺尻魚
科氏刺尻魚，為輻鰭魚綱鱸形目鱸亞目蓋刺魚科的其中一個種。

## 分布
本魚分布於印度西太平洋區，包括可可群島、印尼、菲律賓、密克羅尼西亞、關島、帛琉、新幾內亞、馬紹爾群島、斐濟群島、威克島海域。

## 深度
水深2至100公尺。

## 特徵
本魚體橢圓形，背面與毗連的背鰭為紫色，其餘的身體與鰭檸檬黃色。在眼睛周圍有細的紫色環。背鰭硬棘14枚、背鰭軟條16至17枚；臀鰭硬棘3枚、臀鰭軟條17枚。體長可達9公分。

## 生態
本魚棲息在外圍礁石海峭壁的洞穴中，食性不明，較為罕見。

## 經濟利用
可做為觀賞魚。